# Стендалов синдром (филм)
Стендалов синдром (итал. La Sindrome di Stendhal) италијански је психолошки ђало хорор филм из 1996. године, редитеља и сценаристе Дарија Арђента, са Азијом Арђенто и Томасом Кречманом у главним улогама. Музику за филм компоновао је Енио Мориконе. Ово је први италијански филм у коме је коришћена CGI технологија.
Наслов филма односи се на истоимени психосоматски поремећај, који изазива стање дисоцијативне фуге у присуству уметничких дела. Од овог поремећаја је, као дете, патио и сам Арђенто. Током путовања по Атини, са родитељима је посетио Партенон, што је код њега изазвало стање транса, које је потрајало неколико сати. Ово искуство је било толико снажно, да га Арђенто никада није заборавио, а истоимена књига Грацијеле Магерини му је послужила као основа за сценарио филма.
Првобитно је за улогу Ане била предвиђена Бриџет Фонда, а затим и Џенифер Џејсон Ли, да би Арђенто на крају улогу дао својој ћерки. Она је свом оцу препоручила Томаса Кречмана за улогу Алфера, пошто је с њим сарађивала на Краљици Марго (1994). Радња Стендаловог синдрома је повезана са првим филмом који је Арђенто режирао, Птица са кристалним перјем (1970) и могао би се протумачити као преднаставак тог филма. За разлику од претходних ђало филмова истог редитеља, у Стендаловом синдрому акценат није на мистерији, пошто је идентитет убице познат, већ на психолошком хорору.
Филм је премијерно прикзан 26. јануара 1996. Остварио је критички и комерцијални успех у Италији, зарадивши 5.443.000 италијанских лира. На сајту Ротен томејтоуз оцењен је са 77%. Године 2000. био је номинован за Награду Сатурн за најбоље видео издање.

## Радња
Детективка Ана Мани путује у Фиренцу како би помогла у откривању идентитета серијског убице који силује и убија жене. Док прати једног од осумњичених, Ана одлази у музеј, где се онесвешћује, под утицајем Стендаловог синдрома. Испоставља се да је човек кога је пратила заиста убице, који користи ту прилику да јој украде пиштољ и сазнаје за њену слабост...

## Улоге
| Глумац               | Улога               |
| -------------------- | ------------------- |
| Азија Арђенто        | детективка Ана Мани |
| Томас Кречман        | Алфредо Гроси       |
| Марко Леонарди       | Марко Лонги         |
| Луиђи Диберти        | инспектор Манети    |
| Паоло Боначели       | доктор Кавана       |
| Жилијен Ламбросчини  | Мари Бејл           |
| Џон Квентин          | господин Мани       |
| Франко Диогене       | жртвин муж          |
| Луција Стара         | продавачица         |
| Соња Топацио         | жртва у Фиренци     |
| Лоренцо Креспи       | Ђулио               |
| Вера Џема            | полицајка           |
| Џон Педефери         | инжењер             |
| Вероника Лазар       | госпођа Бејл        |
| Марио Диано          | иследник            |
| Чинција Монреале     | госпођа Гроси       |
| Антонио Марциантонио | ноћни чувар         |
| Елеонора Вицини      | Ана Мани (дете)     |